# Sexto Julio Frontino
Sexto Julio Frontino (en latín: Sextus Iulius Frontinus; c. 40-103) fue un senador y militar del Imperio romano, uno de los más importantes aristócratas de finales del siglo I, que desarrolló su cursus honorum bajo los reinados de Vespasiano, Tito, Domiciano,  Nerva, y Trajano. Es principalmente famoso por sus obras y escritos, especialmente por un informe en el que habla de los acueductos de la ciudad de Roma. Fue cónsul en tres ocasiones: la primera como cónsul sufecto en el año 73 junto con Marco Arrecino Clemente, la segunda en el año 98 también como sufecto, junto con el emperador Trajano, y la tercera en el año 100 como cónsul ordinario también como colega de Trajano.

## Carrera política
Lo primero que se conoce de la carrera de Julio Frontino fue su elección para la pretura en el año 70, como pretor urbano. En 73, Vespasiano le nombró consul suffectus. En el año 75, se le envió a la provincia de Britania para que sucediera a Quinto Petilio Cerial en el gobierno de la isla. Durante su cargo, Frontino subyugó a los siluros y a otras tribus hostiles de Gales, estableciendo una nueva base para la Legio II Augusta en Caerleon o Isca Augusta y un sistema de fortificaciones que constaba de fortalezas situadas a 20 km de distancia entre ellas, incluyendo la de Luentinum, que tenía como objetivo controlar las minas de oro de Dolaucothi. En el año 78, Frontino fue sucedido en el gobierno de Britannia por el general Cneo Julio Agrícola.
Poco después, entre 81 y 85, fue gobernador de la provincia Germania Inferior,  participando en las operaciones emprendidas por Domiciano contra los catos. En 86 fue nombrado procónsul de la provincia Asia.

Provincia de Britania.

En el año 95, Frontino fue nombrado comisionado de los acueductos de la capital imperial como curator aquarum por el emperador Nerva. En el puesto estuvo pocos meses, pero, las dificultades vividas para dominar el cargo, relativo a la mayor empresa del imperio - el abastecimiento de agua de la ciudad de Roma - le llevaron a continuar la redacción del informe incluso tras abandonar el cargo, hasta su conclusión. En la introducción hace constar el fin con el que lo escribió.
El cargo de curator aquarum era exclusivo de personas de gran influencia política, lo que revela la importancia que Frontino logró durante su carrera. Además de ello, Frontino formaba parte del Colegio de Augures. Durante su cargo de comisionado de las aguas de la ciudad, Frontino redactó un informe acerca del estado de todos los acueductos de la ciudad. Este informe, el primero que se escribía acerca del tema, y el primero conservado redactado en forma de prosa profesional, ha sido una de las más importantes fuentes de información sobre obras de ingeniería de la Edad Clásica.
Durante su cargo, Frontino siguió la política de otro estadista romano, Marco Vipsanio Agripa, quien en el año 34 a. C. organizó una campaña pública de reparaciones y mejoras de los edificios de Roma. Durante la campaña de Agripa, el Aqua Marcia fue sometido a una importante renovación y se ampliaron las tuberías de la ciudad. A través de estas acciones, Agripa siguió la línea que había iniciado tras su nombramiento como edil, el magistrado encargado de los edificios y festivales de Roma. Durante la edilidad de Agripa, las calles se repararon y las alcantarillas se limpiaron y renovaron. En épocas posteriores, Agripa seguiría mejorando y embelleciendo la ciudad al ampliar la Cloaca Máxima, sistema de alcantarillado de Roma, y construir termas, pórticos y jardines.
En 98, por voluntad de Trajano, fue elegido consul suffectus por segunda vez, dentro de los sucesivos sustitutos elegidos para suplir al fallecido emperador Nerva, culminando su carrera en 100, cuando Trajano lo nombró consul ordinarius junto con él, alcanzando el raro honor de un tercer consulado sin pertenecer a la familia imperial.

## Los acueductos de Roma

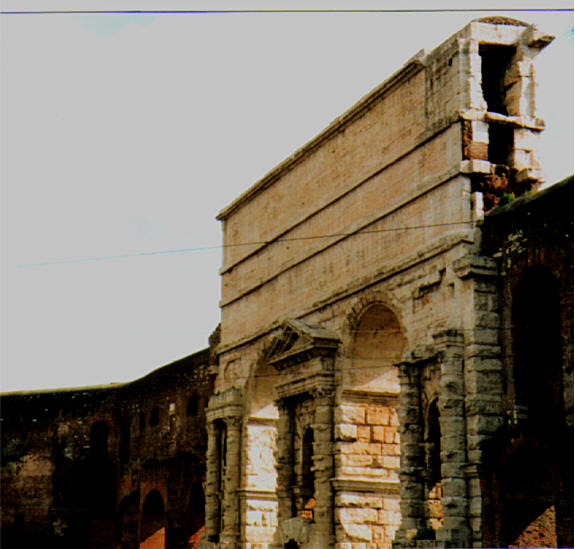
Restos de los acueductos Aqua Claudia y Anio Novus, integrados como portones de la Muralla Aureliana en el año 271.

Su obra más importante, De aquaeductu o De aquæductu urbis Romæ, constituye un informe oficial para el emperador que registra el estado de los acueductos de Roma. De aquaeductu presenta la historia y descripción del suministro de agua a Roma, incluyendo las leyes relativas a su uso y mantenimiento. Además de describir la historia de todos los acueductos de la capital imperial, la obra de Frontino registra los tamaños de todos los canales, las tasas de aprobación de su construcción entre la población y la calidad de las aguas de los acueductos en función de que su fuente fuera un río, lago o manantial. Entre los acueductos citados en el escrito se encuentran el Aqua Appia, el Aqua Alsietina, el Aqua Tepula, el Anio Novus, el Aqua Virgo, el Aqua Claudia y el Aqua Traiana.
Lo primero a lo que Frontino se dedicó cuando fue nombrado comisionado de las aguas de Roma fue a elaborar un mapa del sistema de acueductos, canales y alcantarillas de la capital a fin de poder evaluar su estado antes de proceder a su mantenimiento. Tras terminar el mapa, Frontino alegó que muchos de los acueductos se habían descuidado y que no funcionaban a pleno rendimiento. Preocupado principalmente por la falta de escrúpulos de granjeros y comerciantes, que aprovechaban el emplazamiento de los acueductos para insertar tubos con el fin de apropiarse de parte del suministro de agua, Frontino se entregó a una profunda investigación a lo largo de toda el área por la que discurría el agua. Frontino tomó como modelo la obra de Vitruvio, De Architectura, que habla de la construcción y mantenimiento de los acueductos en el siglo anterior. Casualmente, se adjuntó el informe de Julio Frontino a la edición primera de Vitruvio publicada en Roma en (1486).

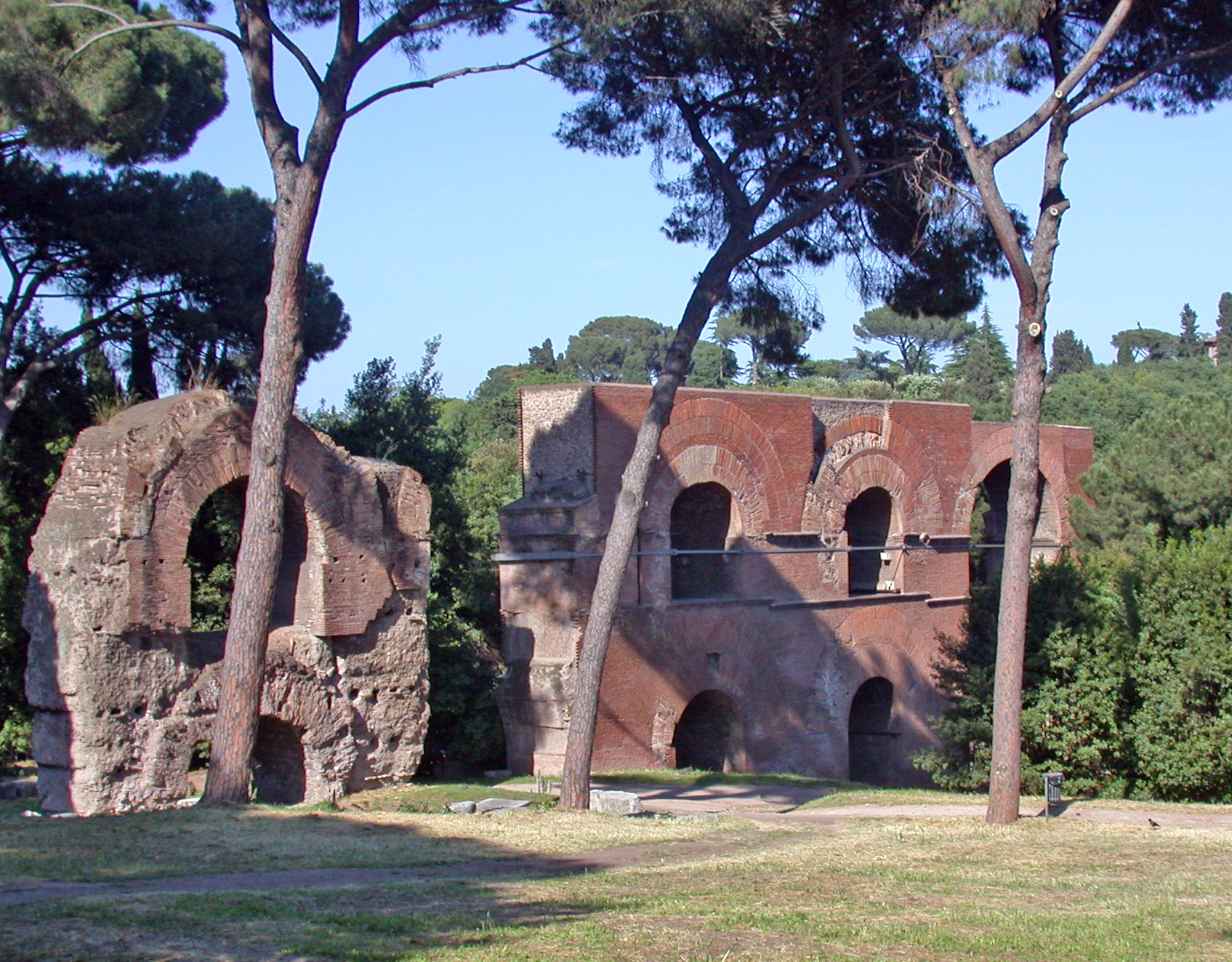
Restos del Aqua Claudia

### Sistema de distribución
El modo en que se distribuía el agua en Roma dependía de la zona por la que entrara a la ciudad, de su calidad y del modo de gestionarla. Por regla general, el agua de mala calidad se empleaba para regar jardines, mientras que únicamente la de mejor calidad estaba destinada a ser consumida por los ciudadanos. Por otra parte, el agua de calidad intermedia se empleaba para suministrar a baños y fuentes. Al acceder al cargo de comisionado, Frontino criticó que se mezclaran sin miedo aguas procedentes de diferentes fuentes. Una de sus primeras decisiones fue separar las aguas de cada acueducto.

### Mantenimiento
Frontino mantuvo siempre una fuerte preocupación por la existencia de fugas en el sistema, especialmente en los conductos subterráneos, más difíciles de localizar y reparar, problema que todavía hoy es una fuente de preocupación entre los ingenieros. Los acueductos que circulaban por encima del suelo se mantuvieron en buenas condiciones, especialmente los que estaban sujetos por estructuras de gran tamaño. Según Frontino era esencial mantener los árboles a una distancia prudencial de los acueductos a fin de que no dañaran las estructuras con sus raíces. Durante su tiempo en el cargo, Frontino reformó la ley que vigilaba el estado de los acueductos, modificando gran parte de sus estatutos.

## Strategemata

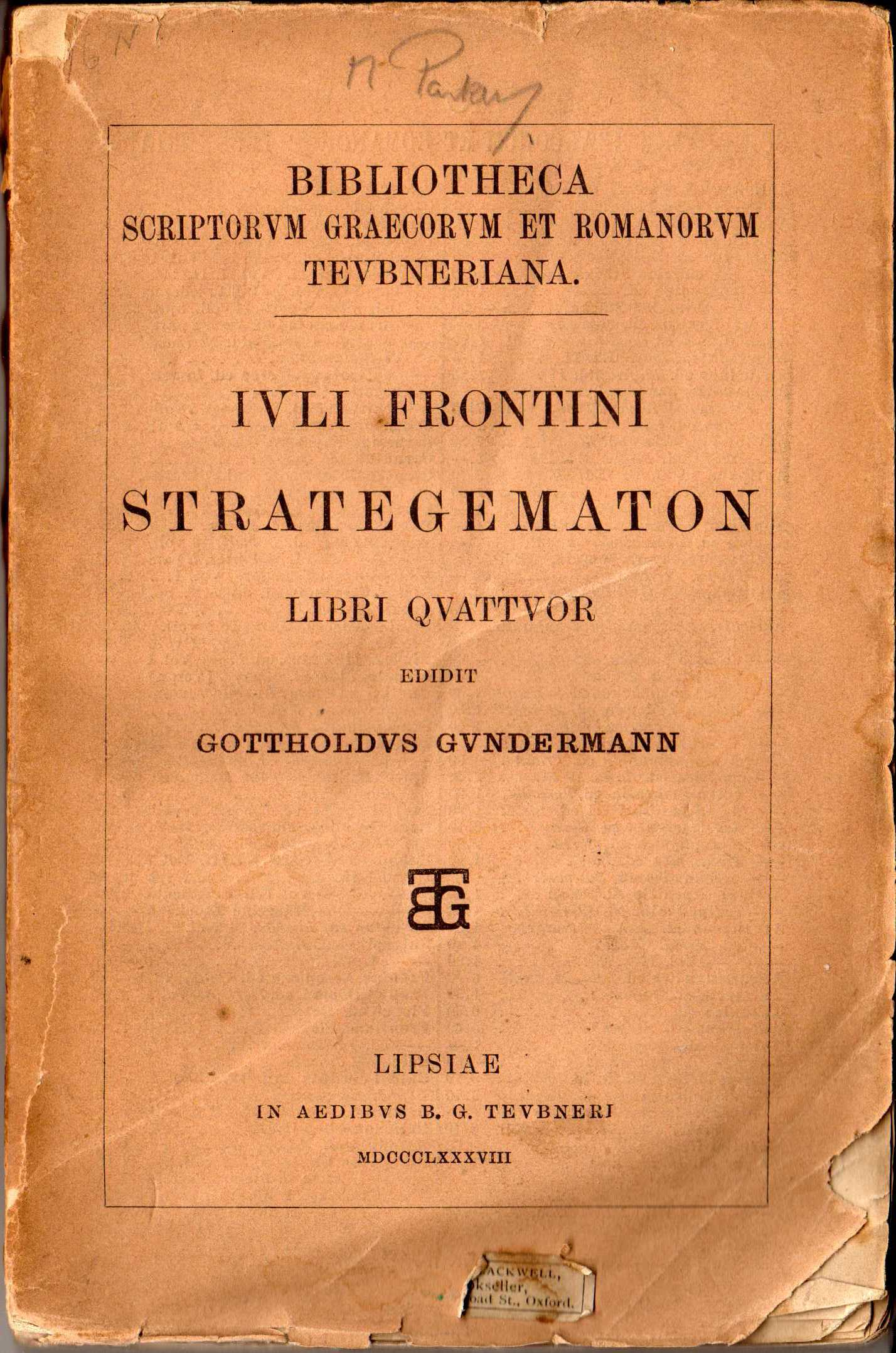
Edición de 1888 de la Bibliotheca Teubneriana.^{}

Durante su vida, Frontino escribió un tratado teórico sobre la ciencia militar, el cual se ha perdido. La obra que sí ha perdurado, su Strategemata, es una colección de ejemplos de tácticas militares empleadas durante la hegemonía de los mundos griego y romano. Probablemente esta obra se escribió sobre la base de sus experiencias bélicas mientras dirigía los ejércitos estacionados en Britania contra las tribus nativas de la isla.

### Traducciones medievales
No tuvo la fortuna del otro autor romano que trató sobre la guerra, Vegecio, pero también fue ampliamente conocido y leído durante la Edad Media. Así se hicieron traducciones al español, al catalán y al aragonés medieval.
La versión catalana, que se conserva en un único manuscrito (BNE, ms. 6293) fue la base de la versión aragonesa medieval (BNE, ms. 10198). Al castellano se hicieron dos traducciones independientes: una anónima en el siglo XV que se conserva en tres manuscritos (BNE, mss. 9253, 9608 y 10204) que acaban de ser publicados y una segunda traducción a cargo de Diego Guillén de Ávila impresa en Salamanca en 1516.